# Myositis
Myositis is een algemene term voor ontsteking van de spieren. Veel van deze aandoeningen worden geweten aan autoimmuuncondities en niet aan directe infecties (hoewel ontsteking veroorzaakt kan worden door infectie).
Myositis staat ook te boek als een bijwerking van statines en fibraat.
Verhoging van creatinekinase in het bloed is indicatief voor myositis.
Types myositis zijn onder andere:
- myositis ossificans
  - fibrodysplasia ossificans progressiva (FOP), tot 1970 bekend onder de naam myositis ossificans progressiva (MOP)
- dermatomyositis
  - juveniele dermatomyositis (JDM)
- polymyositis
- pyomyositis